# Parafia Chrystusa Króla w Nuuk
Parafia Chrystusa Króla w Nuuk (duń. Kristus Kongens sogn) – parafia rzymskokatolicka w Nuuk, stolicy Grenlandii. Jest jedyną katolicką parafią na wyspie. Podlega diecezji kopenhaskiej. Większość parafian to cudzoziemcy przebywający na Grenlandii przez krótki czas. W 1980 małe siostry Jezusa założyły tam niewielki klasztor. Msze odbywają się tylko w niedziele i święta nakazane, w języku angielskim.